# Мирна Медаковић
Мирна Медаковић Степинац (Загреб, 20. јун 1985) хрватска је телевизијска, филмска и позоришна глумица.

## Биографија
Рођена је 20. јун 1985. године у Загребу. Године 2010. дипломирала је на Академији драмских уметности. У Србији је најпознатија по улози Катарине Дошен у телевизијској серији Куд пукло да пукло (2014—2015). Учествовала је у емисији Плес са звијездама.

## Филмографија
| Год.       | Назив                           | Улога                |
| ---------- | ------------------------------- | -------------------- |
| 2000 —     |                                 |                      |
| 2004—2005. | Забрањена љубав                 | Маја Вуковић         |
| 2008.      | Понос Раткајевих                | Рајка                |
| 2008.      | Где пингвини лете               | Ива                  |
| 2009.      | Закон!                          | девојка у аутосалону |
| 2008—2009. | Све ће бити добро               | Андријана Мацановић  |
| 2009—2010. | Долина сунца (теленовела)       | Соња Чавар           |
| 2010 —     |                                 |                      |
| 2010.      | The Show Must Go On             | Тина                 |
| 2010.      | Šuma summarum                   | Џудита               |
| 2011.      | Под сретном звијездом           | Тонка Херцег         |
| 2011.      | Проводи и спроводи              | Татјана              |
| 2012.      | Ноћни бродови                   | Радница у киоску     |
| 2012.      | Стипе у гостима                 | медицинска сестра    |
| 2012.      | Недељом ујутро, суботом навечер | Маја                 |
| 2013.      | Ларин избор                     | Есма                 |
| 2013.      | Почивали у миру (ТВ серија)     | Вања Посавец         |
| 2013.      | Зора дубровачка                 | Аница Пркачин        |
| 2014—2015. | Будва на пјену од мора          | Ена Ђуровић          |
| 2014—2016. | Куд пукло да пукло (ТВ серија)  | Катарина Дошен       |
| 2015.      | Народни херој Љиљан Видић       | Маша                 |
| 2021.      | Богу иза ногу (ТВ серија)       | Љубица               |